# Wanam-Regenbogenfisch
Der Wanam-Regenbogenfisch (Glossolepis wanamensis) ist ein Süßwasserfisch, der in einem kleinen See westlich von Lae im nordöstlichen Papua-Neuguinea endemisch ist. Er wurde 1975 zuerst von C. Ellway gesammelt und 1979 von Gerald R. Allen und Patricia Kailola wissenschaftlich beschrieben.

## Merkmale
Die Männchen des Wanam-Regenbogenfisches sind kräftig grünlich gefärbt, wobei die obere Körperhälfte oft metallisch schimmert. Die Analflosse ist sehr groß und lang ausgezogen. Die kleineren Weibchen sind grau-grün gefärbt und haben kürzere, braungrüne Flossen. Die Art wird etwa acht bis zehn Zentimeter lang und vier bis fünf Zentimeter hoch.

## Vorkommen und Gefährdung
Die Art kommt nur im 2 bis 3 Kilometer breiten, bis zu 19 Meter tiefen Wanam-See  vor. Der See liegt am südlichen Rand oberhalb des Markham-Flusstals in der Provinz Morobe, etwa 25 Kilometer landeinwärts Lae am Huongolf. In dem kleinen See kommt noch ein weiterer Regenbogenfisch, Chilatherina fasciata vor.
Die Fische halten sich im flachen, klaren, sonnenbeschienenen Wasser in der Nähe von Ufer- bzw. Unterwasservegetation oder versunkenen Ästen auf. Die Temperaturen betragen 28 °C und die pH-Werte liegen im Bereich von 7,0 bis 7,8. Die einzige Verbindung des Sees zu anderen Gewässern ist ein meist trockenliegender Kanal zum Oomsis-Fluss.
Exotische Buntbarscharten, die von der einheimischen Bevölkerung in dem See befischt werden, stehen in Konkurrenz mit den beiden endemischen Fischarten und stellen eine Bedrohung für deren Fortbestand dar. Der Wanam-Regenbogenfisch ist in der Roten Liste gefährdeter Arten der IUCN als vom Aussterben bedroht aufgeführt.